# 中優一郎
中 優一郎（なか ゆういちろう、1月27日 - ）は、日本の男性声優。東京都出身。かつてはアミュレートに所属していた。

## 人物
A&Gアカデミー20期卒業生。アミュレートに所属していたが、2021年末をもって退所した。
趣味はもやし栽培、散歩。特技は囲碁、ウクレレ。

## 出演
太字はメインキャラクター。

### テレビアニメ
2017年
- ガヴリールドロップアウト（客）
- Code:Realize 〜創世の姫君〜（村人）

2018年
- シュタインズ・ゲート ゼロ（学生、セミナー参加者B）
- ムヒョとロージーの魔法律相談事務所（男子受験者）

2019年
- ダイヤのA actII（2019年 - 2020年、西英雄、永源捕手、早川大河、狩場航、安達弘樹、今井 他）

2020年
- 異常生物見聞録（他）

### ゲーム
2017年
- クランク・イン
- 超常科学アドベンチャーゲーム『OCCULTIC;NINE』
- 黒の騎士団～ナイツクロニクル～（極上の料理人 ロニン）

2018年
- 陰陽おとぎソール（魔剣ダインスレイヴ）
- イケメン戦国◆時をかける恋　新たなる出逢い
- メモリーズオフ -Innocent Fille-
- 明治東亰恋伽 Full Moon
- マジェスティック☆マジョリカル vol.3
- マチガイブレイカー（ブキ、スピリット）
- デスティニーナイツ（サジ）
- Tlicolity Eyes Vol.1~Vol.3

2021年
- ファミコン探偵倶楽部 ～うしろに立つ少女～（生徒C）

### ドラマCD
- 少年王女（2017年）
- トゥッティ!フルッティ!! 第二話（2017年、イチャイチャカップル）
- ゆめだん Second Night（2018年、修道士）

### BLCD
- お姫様は王子志願（志摩 宗二）
- アイドルだって恋をする Vol.1（桐生紅葉）

### CM
- 『戦刻ナイトブラッド』舞台化告知CM（2017年12月12日）
- B-PROJECT on STAGE『OVER the WAVE!』REMiXのCM1（2018年）
- 極主夫道 実写CMPV、警官役（2019年）

### テレビ番組
※はインターネット配信。
- 大坪龍矢＆中優一郎のsmall BANG!!（2018年7月4日～2021年3月24日　超!A&G+）MC
- ウチの夏フェス2017！（2018年8月1日　AT-X）フレッシュ夏フェス隊
- ※『ソルリバTime!!』第1回目〜（2018年4月4日〜）
- ※SOUL REVERSE（ソウルリバース）』プレイ実況（2018年）

### ラジオ
※はインターネット配信。
- 中優一郎と松原涼のラジオゆうりょーじ（自称）（2021年 - 、A&Gアカデミーチャンネル※）MC